# Valérie Michaud
Valérie Michaud (12 januari, 1970) is een Frans voormalig golfprofessional.

## Gewonnen

### Amateur
- 1988: Championnat de France des Jeunes
- 1989: Luxemburgs Dames Amateur Kampioenschap
- 1991: Brits Dames Amateur Kampioenschap

### Professional
- 1992: Dutch Ladies Open